# Galleria di vedute di Roma antica
La Galleria di vedute di Roma antica è un dipinto di Giovanni Paolo Pannini.

## Storia
Nel 1749, Giovanni Pannini aveva dipinto la Galleria del cardinale Silvio Valenti-Gonzaga, in cui si vede il cardinale committente Silvio Valenti Gonzaga all'interno di una sala, dai cui muri pendono dipinti appartenenti alla sua prestigiosa collezione. La rappresentazione della galleria di opere d'arte fu costruita da Pannini come entro una scenografia grandiosa, entro una immaginaria architettura barocca.
Il conte Étienne François de Choiseul, quando era ambasciatore a Roma di Luigi XV, commissionò a Pannini quattro grandi dipinti: Galleria di vedute di Roma antica, Galleria di vedute di Roma moderna, Piazza San Pietro in occasione della visita dell'ambasciatore Choiseul e Interno della Basilica di San Pietro. Pannini realizzò le grandi tele tra il 1753 e il 1757. Il conte gli chiese anche di replicare le due Gallerie: questi due dipinti si trovano ora al Metropolitan di New York. Pannini introdusse qualche elemento nuovo: la seconda versione è riconoscibile perché, in basso a sinistra, manca il dipinto con il ponte Milvio.
Tra il 1758 e il 1759 Pannini realizzò la terza versione delle due Gallerie, su commissione di François-Claude de Montboissier, abbate di Canillac, funzionario dell'ambasciata di Francia a Roma e protettore di Pannini. La nuova versione dei quadri presenta ulteriori differenze, rispetto alle prime due: i personaggi sono atteggiati in modo un po' diverso e i colori sono più vivaci. Torna il dipinto con il ponte Milvio, ma in formato più piccolo.
I quattro dipinti appartenenti al conte de Choiseul sono stati venduti nel 1772 a Le Ray de Chaumont che nel 1780 li portò negli Stati Uniti d'America. Il genero di  Le Ray de Chaumont li vendette nel 1834 al Boston Atheneum. Nel 1837 la Piazza San Pietro e una Galleria di vedute di Roma antica furono acquistate da Lord Ellesmere.

### Localizzazione
- La prima versione (170×245 cm) è alla Staatsgalerie di Stoccarda
- La seconda versione (172×233 cm) è al Metropolitan Museum of Art di New York
- La terza versione (231×303 cm) è al museo del Louvre

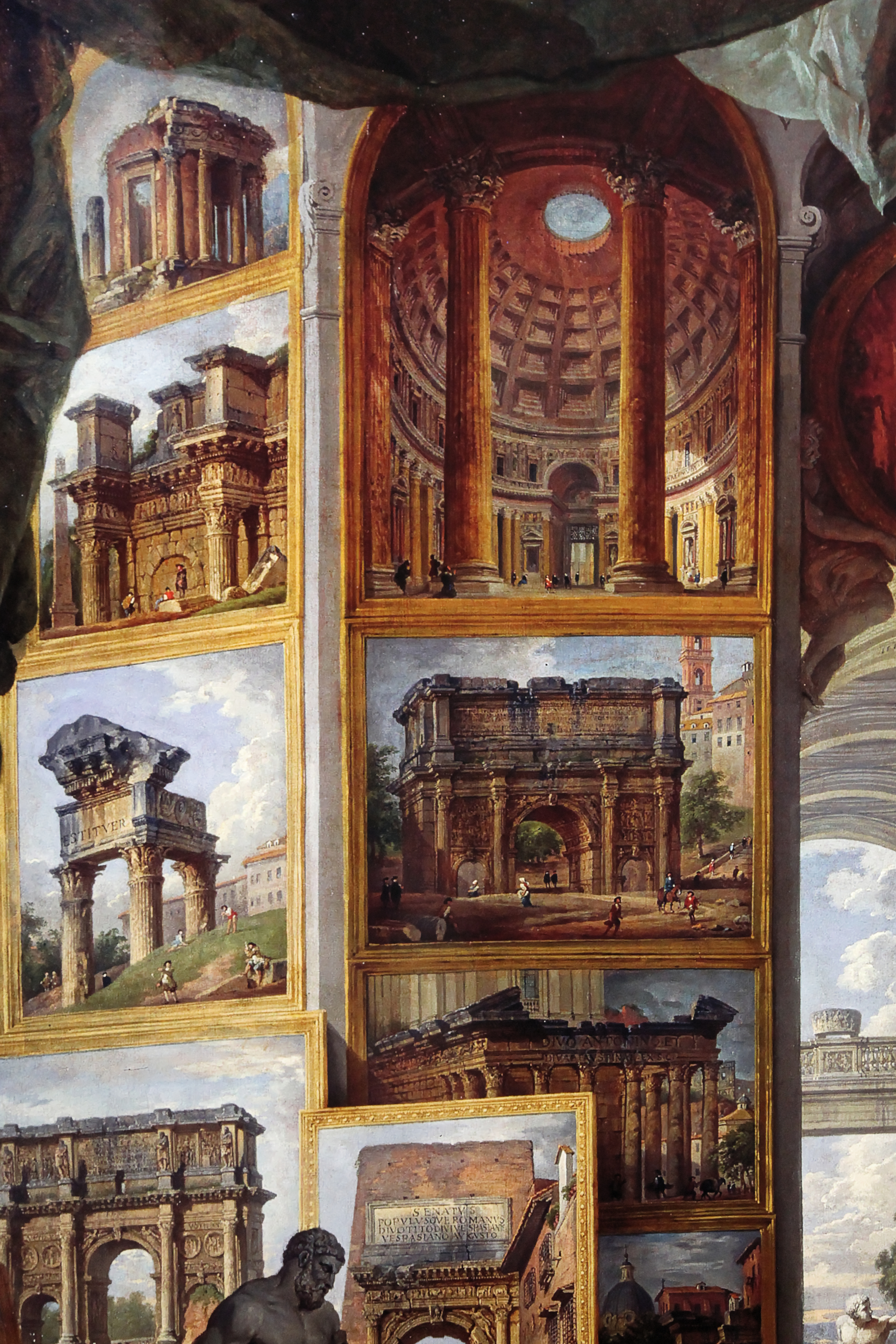
Giovanni Paolo Pannini, Galleria di vedute di Roma antica, 3 vers., part.

## Descrizione
Il dipinto appartiene al genere del capriccio di architetture. In una immensa e immaginaria sala a galleria sono raccolti dipinti che raffigurano luoghi e architetture dell'antica Roma, così come apparivano a metà Settecento. Sono anche presenti - come se la scena rappresentasse l'interno di un museo archeologico - celebri sculture di epoca romana. Le vedute, salvo casi, non riproducono in miniatura dipinti di Pannini; perché il museo immaginario è un espediente per illustrare i resti della Roma antica e non per diffondere un catalogo delle opere del pittore. Un telo di seta, come un grande sipario tirato, incornicia in alto la scena. Angeli bianchi sembrano spiccare il volo, giù dalle volte immense della galleria.

### Dipinti e sculture
Elenco delle opere d'arte visibili nel dipinto:
- Dipinti:
- Arco di Settimio Severo
- Arco di Costantino
- Arco di Gallieno
- Arco di Giano
- Arco di Tito
- Colonna di Antonino Pio
- Colonna di Marco Aurelio
- Colonna Traiana
- Piramide di Caio Cestio
- Trofei di Mario
- Pantheon esterno

- Pantheon interno [1]
- Tempio di Antonino e Faustina
- Tempio dei Dioscuri
- Tempio di Ercole Vincitore
- Tempio di Marte Ultore
- Tempio di  Minerva Medica
- Tempio di Portuno
- Tempio di Saturno
- Tempio di Venere e Roma
- Tempio di Vespasiano
- Tempio di Vesta (Roma)
- Tempio di Vesta (Tivoli)
- Basilica di Massenzio
- Colosseo

- Ponte Milvio
- Chiesa di Santa Costanza
- Foro di Nerva
- Mercati di Traiano
- Colle Palatino
- Teatro Marcello
- Terme di Diocleziano
- Tomba di Cecilia Metella
- Villa Gregoriana a Tivoli
- Nozze Aldobrandini [2]

- Sculture:
- Arianna dormiente [3]
- Flora Farnese [4]
- Statua equestre di Marco Aurelio
- Antinoo del Belvedere
- Apollo del Belvedere
- Bocca della Verità
- Galata morente
- Gladiatore Borghese
- Gruppo del Laocoonte
- Ercole Farnese
- Leone egizio
- Sarcofago [5]
- Satiro con flauto [6]

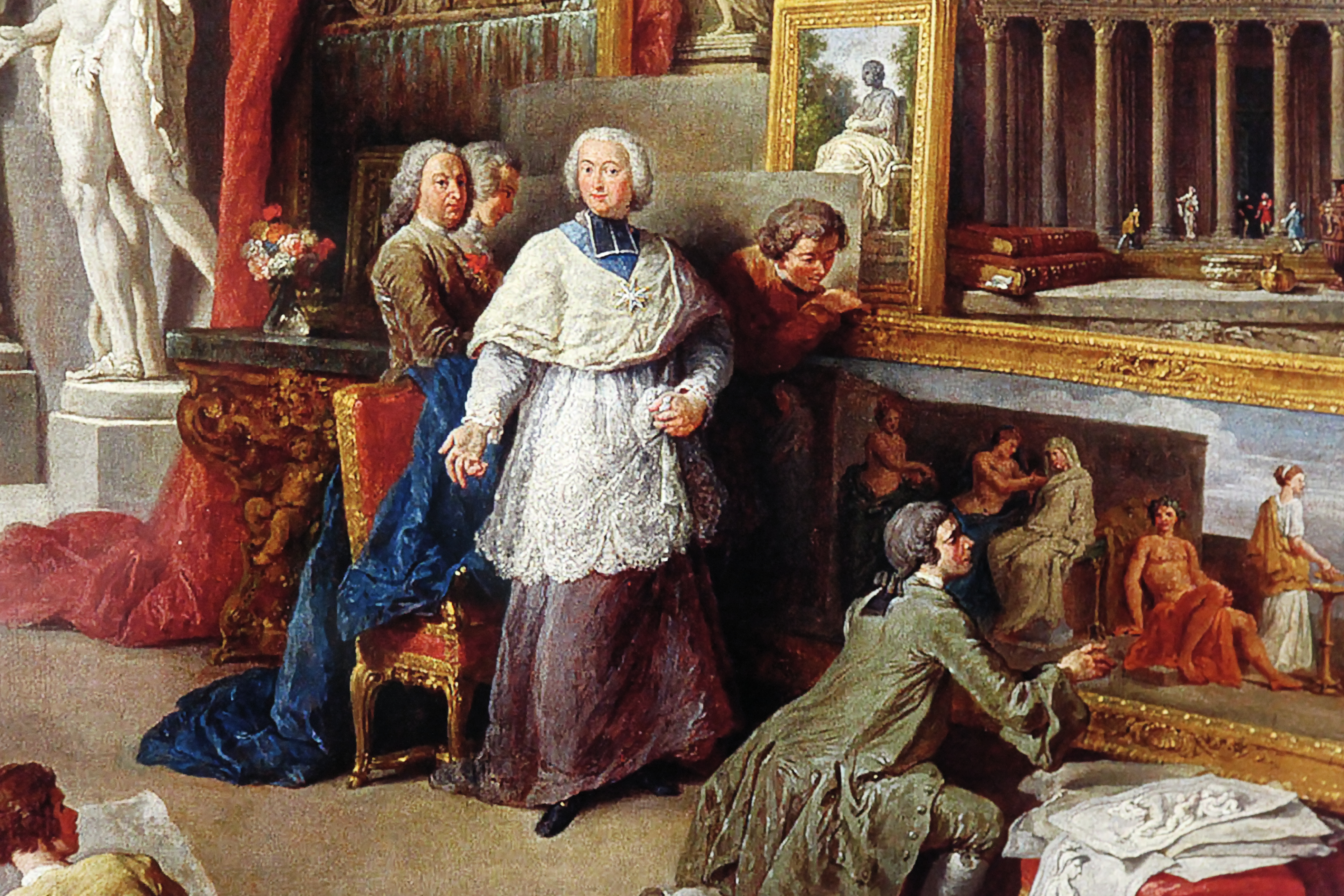
Giovanni Paolo Pannini, Galleria di vedute di Roma antica, 3 vers., part.

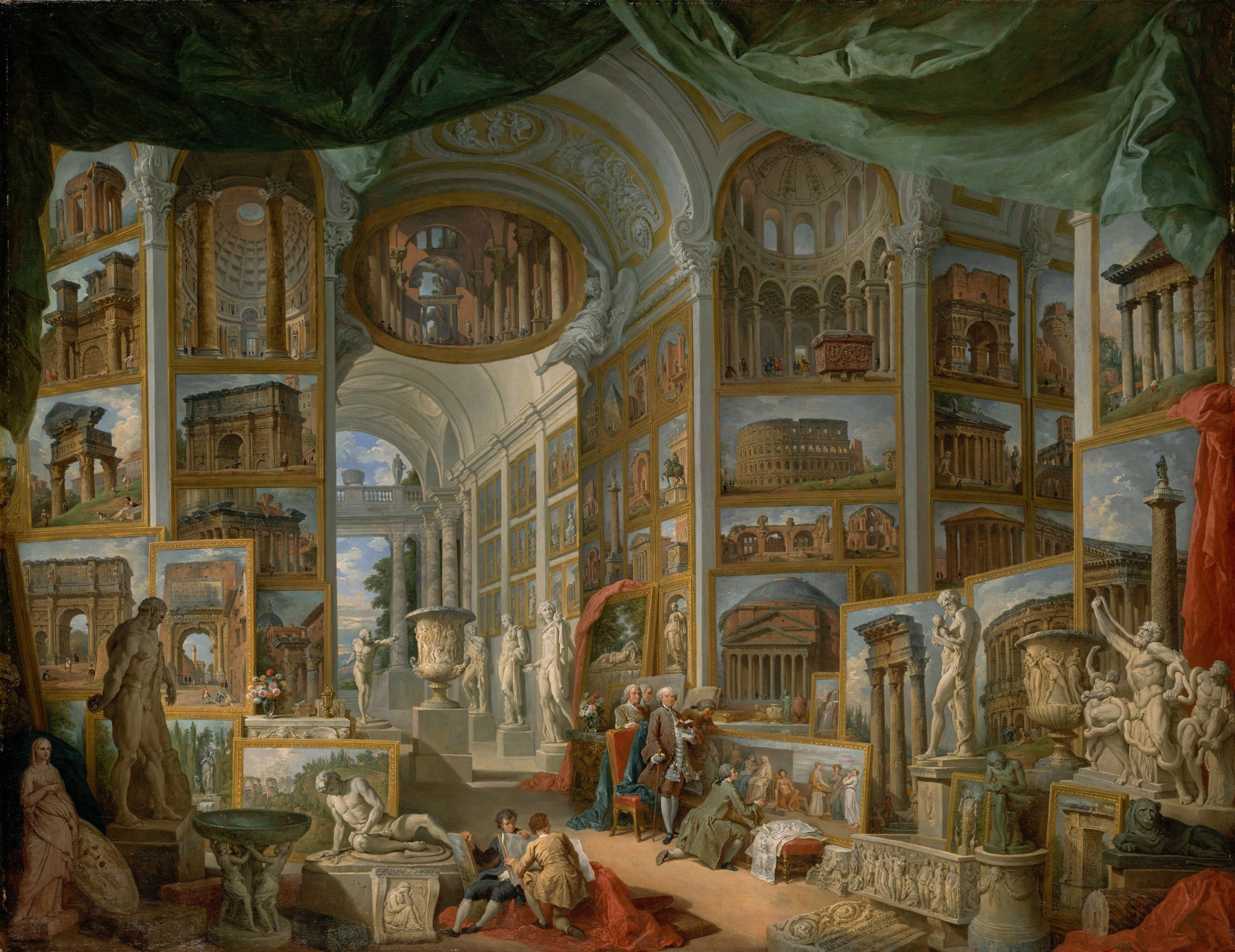
Giovanni Paolo Panini, Galleria di vedute di Roma antica, 2 vers.

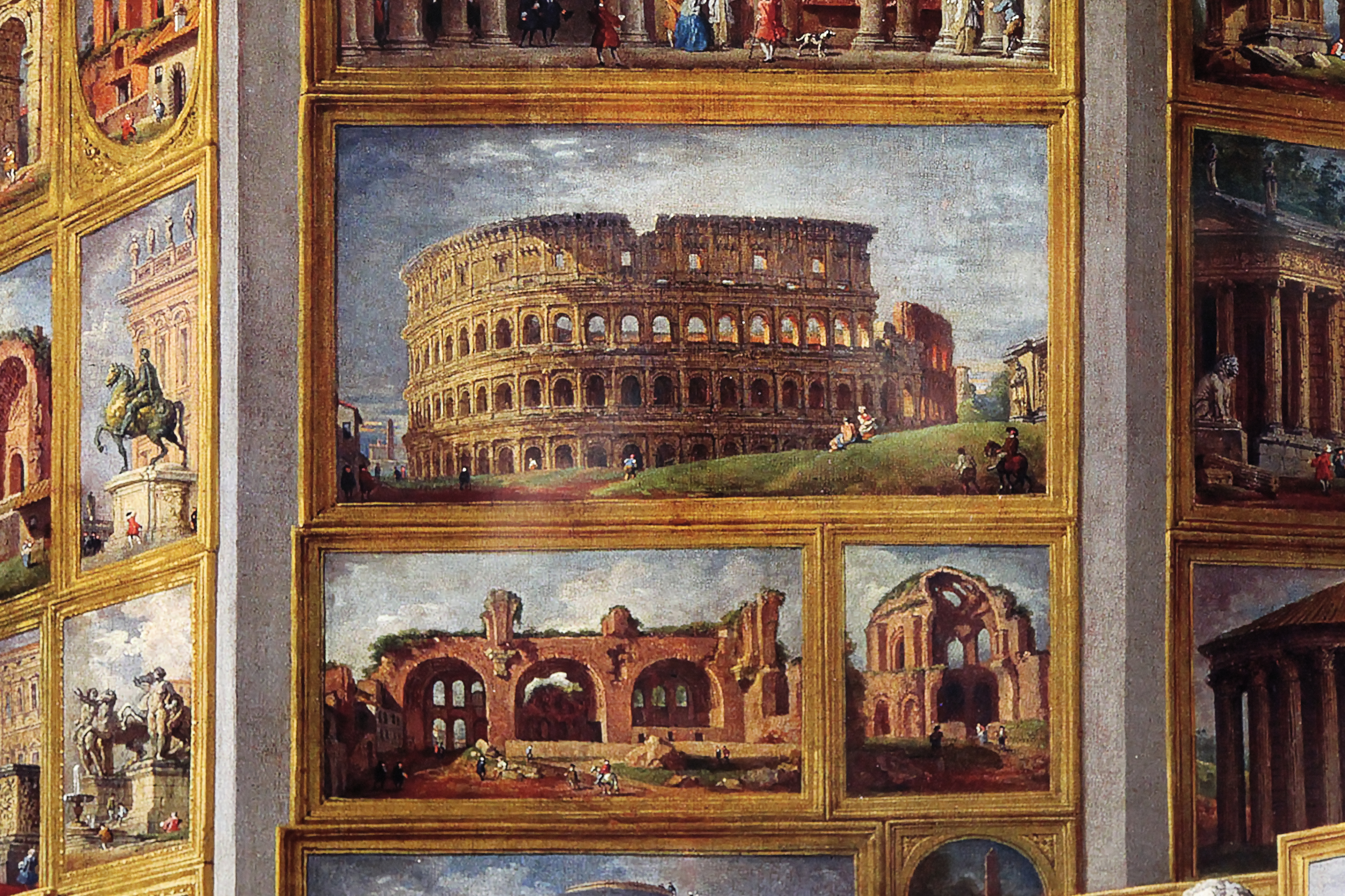
Giovanni Paolo Pannini, Galleria di vedute di Roma antica, 3 vers., part.

- Sileno con in braccio Dioniso bambino
- Spinario
- Vaso Borghese
- Vaso Medici

I personaggi sono presenti in piccolo numero sulla scena. Alcuni osservano attentamente il quadro con l'incisione acquerellata delle Nozze Aldobrandini, di Pietro Santi Bartoli.
Nella prima e nella seconda versione del dipinto al centro si vede il conte Étienne François de Choiseul che tiene in mano un libro. Pannini si è autoritratto, in piedi, alle spalle del conte. Nella terza versione invece, alla figura del conte è sostituita quella di un ecclesiastico: l'abbate François-Claude de Montboissier.